# برنامه هشتم قانون اساسی هند
برنامه هشتم قانون اساسی هند، زبان های رسمی جمهوری هند را فهرست می کند. در زمان تصویب قانون اساسی، گنجاندن در این فهرست به این معنی بود که این زبان حق نمایندگی در کمیسیون زبان های رسمی را دارد  و این زبان یکی از پایه هایی خواهد بود که برای غنی سازی هندی و انگلیسی از آن استفاده می شود. ، زبان های رسمی اتحادیه.  ولی از آن زمان این فهرست اهمیت بیشتری پیدا کرده است. دولت هند اکنون موظف است اقداماتی را برای گسترش این زبان ها انجام دهد، به گونه ای که "آنها به سرعت در غنای خود رشد می کنند و به وسیله ای موثر برای انتقال دانش مدرن تبدیل می شوند."  افزون بر این، داوطلبانی که برای امتحانی که برای خدمات عمومی برگزار می شود، می توانند از هر یک از این زبان ها به عنوان رسانه برای پاسخ دادن به مقاله استفاده کنند. 

## زمان بندی زبان ها
بر پایه مواد ۳۴4 (1) و ۳۵۱ قانون اساسی هند ، برنامه هشتم شامل به رسمیت شناختن ۲۲ زبان زیر است:  
 
1. آسامی
2. بنگالی
3. بودو
4. دوگری
5. گجراتی
6. هندی[note ۱]
7. کانادا
8. کشمیری
9. کونکانی
10. میتیلی
11. مالایایی
12. مانیپوری
13. مراتی
14. نپالی
15. اودیا
16. پنجابی
17. سنسکریت
18. سانتالی
19. سندی
20. تامیل
21. تلوگو
22. اردو[note ۱]

### کرونولوژی
- ۱۹۵۰: ۱۴ مورد در ابتدا در قانون اساسی گنجانده شد.[نیازمند منبع]
- ۱۹۶۷: سندی توسط قانون ۲۱ متمم قانون اساسی اضافه شد.[نیازمند منبع]
- ۱۹۹۲: کنکانی، مانیپوری (میتی) و نپالی توسط قانون ۷۱ متمم قانون اساسی اضافه شدند [۵]
- ۲۰۰۳: بودو، دوگری، مایتیلی و سانتالی توسط قانون اصلاح قانون اساسی ۹۲ اضافه شدند. [۶]
- ۲۰۱۱: املای اوریا با قانون اصلاح قانون اساسی ۹۶ با Odia جایگزین شد. [۷]

## تقاضا برای گسترش
در حال حاضر، طبق اعلام وزارت کشور   درخواستهایی برای گنجاندن ۳۹ زبان دیگر در برنامه هشتم قانون اساسی وجود دارد. این زبانها شامل موارد زیر هستند:
 
1. آنژیکا
2. عوادحی
3. بانجارا
4. باجیکا
5. بهجپوری
6. بوتی
7. بوتیا
8. بوندلکندی
9. چاتیسگری
10. داتکی
11. انگلیسی
12. گرهوالی
13. گوندی
14. گجری
15. هو
16. کاچی
17. کامتاپوری
18. کربی
19. خسی
20. کوداوا
21. کوکبوروک
22. کرمالی
23. کوماونی
24. کوروخ
25. لپچا
26. لیمبو
27. میزو
28. مگاهی
29. مونداری
30. نگپوری
31. نیکوبارس
32. پهاری
33. پالی
34. راجستانی
35. سامبالپوری
36. شاوراسنی پراکریت
37. سارایکی
38. تنیدی
39. تولو

## یادداشت
1. 1 2  اگرچه از نظر زبانی هندی و اردو با هم به عنوان یک زبان واحد به نام هندوستانی طبقه بندی می شوند، دولت آنها را به جای زبان های مختلف به عنوان زبان های جداگانه طبقه بندی می کند. ثبت استانداردهای یک زبان به دلیل دلایل سیاسی-اجتماعی.